# Каптеревские чтения
Ка́птеревские чте́ния — ежегодная научная конференция, посвящённая памяти профессора Московской духовной академии и члена-корреспондента Российской Академии наук, одного из основоположников изучения архивных документов по истории отношений России и Христианского Востока Николая Фёдоровича Каптерева.
Конференция проводится Центром истории Византии и восточно-христианской культуры Института всеобщей истории Российской Академия наук с 2003 г. Каптеревские чтения традиционно собирают специалистов по истории отношений России и Христианского Востока. Материалы конференции публикуются и размещаются на сайте Каптеревских чтений в полнотекстовом формате.

## История проведения чтений
Бессменным председателем оргкомитета чтений является учёный-византинист Михаил Вадимович Бибиков, доктор исторических наук, профессор, заведующий Центром истории Византии и восточнохристианской культуры ИВИ РАН.
Членами первого оргкомитета чтений до 2014 года включительно являлись:
- Кабанов, Борис Трофимович — 1947 года рождения, сотрудник ИВИ РАН. В 2015 году ушёл на пенсию.
- Ченцова, Вера Георгиевна, кандидат исторических наук, старший научный сотрудник ИВИ РАН (в 2014 году покинула Россию, и стала вести пропаганду против политики Московского Патриархата, распространять историческую критику против РПЦ, вследствие этого выбыла из оргкомитета). Ченцова входила в редколлегию сборника «Каптеревские чтения-11», подписанного к печати 9 октября 2013 года. Однако в список членов редколлегии следующего сборника «Каптеревские чтения-12», подписанного к печати 10 октября 2014 года, Ченцова уже не вошла, будучи исключена из редколлегии по решению ответственного секретаря сборника М. В. Бибикова. Одна из причин увольнения - тот факт, что Ченцова опубликовала спорную статью в сборнике "Réduire le schisme? ecclésiologies et politiques de l'union entre Orient et Occident: XIIIe-XVIIIe siècle".

По другим данным, Ченцову от руководства «Каптеревскими чтениями» устранил бывший начальник по работе Ченцовой — историк Фонкич, Борис Львович, под руководством которого она работала до 2007 года. Фонкич в 2010-2014 годах остро критиковал Ченцову. В частности, в 2010 году Фонкич опубликовал статью против Ченцовой под названием "О некоторых «новых открытиях» в истории русско-греческих связей XVII века" в книге "Очерки феодальной России. Сборник статей". (Вып. 14 / Ред. С. Н. Кистерев. М.; СПб.: Альянс - Архео, 2010. С. 509-516). Далее Фонкич  написал книгу "О современных методах исследования греческих и русских документов XVII века. Критические заметки " (Москва, 2012). . 
В ней первая часть была озаглавлена: «О некоторых исследованиях В. Г. Ченцовой по истории греческо-русских связей XVII в.» В частности, критиковалась её статья 2004 года: «Митра Паисия Иерусалимского — не присланный русскому государю венец „царя Константина“». Кроме того, Фонкич в 2014 году опубликовал новую работу с критикой Ченцовой, под названием: К вопросу о происхождении иконы Иверской Богоматери, доставленной в Москву в 1648 г. // Cyrillomethodianum. Studies on the History of Greek-Slavic Relations. V. XIX (2014). Thessaloniki, 2014. S. 67-86".
Говоря о Ченцовой и ее коллеге Тимошиной, Фонкич назвал её "дилетантом, каких развелось великое множество - все они заняты непрерывными «открытиями» и «исправлениями» нашей науки" (Фонкич Б. Л. О современных методах исследования греческих и русских документов XVII века: критические заметки. М., 2012. С. 602, 652). Ченцова ответила Фонкичу двумя статьями: первая - «Иллюзии и реалии палеографии. О разных подходах к изучению греческих грамот XVI-XVII в. // Очерки феодальной России. СПб.: Альянс-Архео, 2012. . Вып. 15. С. 370-433", и вторая - "Иллюзии и реалии палеографии (2). Так что же нам делать? // Очерки феодальной России. М.; СПб., 2013. Вып. 16. С. 349-402".
Переехала в Париж, где её взял под своё покровительство доктор философии украинского происхождения Лоран (Лаврентий) Татаренко - директор Центра французской цивилизации и франкоязычных исследований (CCFEF) Варшавского университета (с 2022 г. по настоящее время), сотрудник Национального центра научных исследований Франции в Париже (Институт истории), доктор современной истории парижского Университета 1 Пантеон-Сорбонна и католического университета Люблина (2014 г.).. 
Уже проживая в Париже, стала заявлять о том, что терпела притеснения от властей России. Но, тем не менее, и после 2014 года печаталась в российских изданиях: опубликовала несколько статей (Ченцова В. Г. Греческая ктиторская надпись XVII в. в киевской церкви Спаса на Берестове // Древняя Русь. Вопросы медиевистики, 2016, № 3 (сентябрь).-С.111-117; Ченцова В. Г. Монахи из Зографа в Киеве и Москве в 20–30-е гг. XVII в. // Исторический вестник. Христианство на Ближнем Востоке. 2017. Т. 20. С. 164-189; Ченцова В. Г. Афон и Россия: после юбилея. Рец.: Русь и Афон. К 1000-летию присутствия русского монашества на Святой горе. Выставочный комплекс Храма Христа Спасителя, 21 сентября — 23 октября 2016 года. Каталог. М.: Кучково поле, 2016. 216 с.  // Историческая экспертиза.    2017.  №  1(10). С.  135-145; Ченцова В. Г. Митра киевского владыки Гедеона (Святополк-Четвертинского) и его титул //  Вестник "Альянс-Архео". Вып. 28.  М.; СПб., 2019. С. 21-44. Ченцова В. Г. «Воссоединение»  //  Вестник "Альянс-Архео". Вып. 30. М.; СПб., 2019. С. 87-173; Алпатов С. В., Ченцова В. Г. Русский перевод папского бреве 1672 г. об объявлении юбилейного года // Древняя Русь. Вопросы медиевистики, 2020, том 79, № 1, с. 68-80).
Татаренко - автор франкоязычной статьи "Приходское управление в Киевской митрополии: инерция, адаптация и преобразования в эпоху религиозных реформ (1590-е-1680-е годы)" (Cahiers du Monde russe, 58/3 (2017), p. 271-302), а также книги на французском языке "Восточная Реформация в эпоху барокко. Русины Великого Княжества Литовского во времена Брестской унии (середина XVI – середина XVII века)". Рим, 2021.
- Чеснокова, Надежда Петровна, родилась 16 января 1951 года в Москве, кандидат исторических наук, автор кандидатской диссертации «Христианский Восток и Россия: политическое и культурное взаимодействие в середине XVII века: по документам Российского государственного архива древних актов» (М., 2008). Сначала в конце 1990-х — 2000-х годах сотрудник Научного центра при ИВИ РАН «Палеография, кодикология, дипломатика» под руководством главного научного сотрудника ИВИ РАН, члена-корреспондента Афинской Академии, доктора исторических наук Бориса Львовича Фонкича, работала по грантам при поддержке Российского фонда фундаментальных исследований (РФФИ). В настоящее же время — старший научный сотрудник Центра истории Византии и восточно-христианской культуры Института всеобщей истории РАН.

Также регулярными авторами издания являлись:
- Кистерев Сергей Николаевич, 1959 года рождения, генеральный директор журнала и одноимённого ООО «Альянс-Архео» в 2004—2019 годах.
- Тимошина Людмила Алексеевна — кандидат исторических наук, родилась 7 ноября 1955 года в Москве — умерла 17 мая 2024 года, автор защищенной в 1987 году диссертации «Ярославль и Кострома в XVII веке: (07.00.02)», и главный редактор журнала «Альянс-Архео». Также — основательница и директор в 2019—2022 годах созданного в 2004 году ООО «Альянс-Архео».
- Севастьянова Светлана Климентьевна — доктор филологических наук, сотрудник Института филологии Сибирского отделения РАН
- Щеголева Людмила Игоревна — кандидат филологических наук, старший научный сотрудник, Институт всеобщей истории Российской академии наук
- Бережная Лилия Александровна — доктор философии, родилась в 1973 году в Запорожье, позже переехала в Москву, выпускница исторического факультета Московского университета 1994 года (кафедра истории южных и западных славян), сначала в 2001—2003 годах была помощницей московского бизнесмена Сергея Филимонова и редактором интернет-сайта московского представительства Фонда Сороса. Далее, за пределами РФ сначала в 2003—2005 годах работала в Будапештском университете, в 2005—2006 — в университете Мюнхена, в 2006—2008 — в университете Пассау, с 2009 года работает в университете Мюнстера, в 2011 году участвовавала в открытии Германского Исторического Института в Москве в 2011 году. Также с 2021 года по совместительству работатет в университетах Амстердама и Лувена. В 2024 году Лилия Бережная стала сотрудником Института габсбургских и балканских студий Австрийской академии наук в Вене. В статье" "Одесную"и «ошую». Русские и русинские православные иконы «Страшного Суда» на рубеже эпох" — в 2003 году фактически популяризировала отдельную «культуру русинов», являющуюся проявлением сепаратизма. Ближайшими знакомыми Бережной по МГУ являются Константин Цимбаев, Эдуард Шульц, Александр Вистгоф, Константин Ерусалимский, Юрий Саплин, и другие.
- Тимошенко Андрей Борисович (родился 12 августа 1969 года), сотрудник "Православной энциклопедии",  житель поселка Заря Подмосковья Домодедовского района.
- Шамин Степан Михайлович (родился 18 июля 1975 года) — кандидат исторических наук, сотрудник Института российской истории РАН, ранее являлся сотрудником Российской государственной библиотеки.

Наиболее рейтинговым стал сборник «Афон в истории и культуре Христианского Востока и России. Каптеревские чтения — 14. Сборник статей / Отв. ред. Н. П. Чеснокова / М., 2016». В его издании принял активное участие Институт Русского Афона.
В 2024 году в оргкомитет конференции и в редколлегию сборника трудов «Каптеревских чтений» входили, кроме основателя чтений Бибикова, также Иглесиас-Алонсо Рикардо Феликсович, Родионов Олег Алексеевич (зам. отв. ред.), и упомянутая Чеснокова (отв. ред.)..

## Труды конференции
- Исторические традиции русско-сирийских культурных и духовных связей: миссия антиохийского патриарха Макария и дневники архидиакона Павла Алеппского: к 350-летию посещения патриархом Макарием Антиохийским и архидиаконом Павлом Алеппским Москвы: международная научная конференция: материалы / Четвёртые чтения памяти профессора Николая Федоровича Каптерева, 9-10 ноября 2006 г. М., 2006.
- Пятые чтения памяти профессора Николая Федоровича Каптерева. Россия и православный Восток: новые исследования по материалам из архивов и музейных собраний. (Москва, 30-31 октября 2007 г.). Материалы. М., 2007.
- Каптеревские чтения 6. М., 2008.
- Каптеревские чтения 7. М., 2009.
- Каптеревские чтения 8. М., 2010.
- Каптеревские чтения 9. М., 2011.